# José Manuel Izquierdo
José Manuel Izquierdo (Sultepec, circa 1780 - ibídem, 1833) fue un sacerdote católico novohispano que formó parte del bando insurgente durante la guerra de la independencia de México.

## Primeros años como insurgente
Era dueño de una parte de la hacienda de Chiltepec. Se unió al movimiento independentista a finales de 1810, cuando Miguel Hidalgo pasó por Toluca. Realizó campañas militares en el sur de Michoacán, junto con los eclesiásticos Francisco Lino Ortiz, Ventura Segura, y Nicolás Martínez, cuyos bienes de todos ellos habían sido embargados en Sultepec, la Goleta, Huayatengo y Coatepec de las Harinas. 
Militó bajo las órdenes del brigadier Mariano Ortiz, quien era sobrino de Hidalgo. Posteriormente se unió a las filas de José María Morelos y Leonardo Bravo. En 1811 recibió el grado de coronel.  Participó en la batalla de Tenango, y en los sitios de Toluca y Sultepec.  Derrotó al capitán realista Barrachina del regimiento Fijo de México, pero a su vez, fue derrotado por el brigadier Vicente Vargas en Cutzamala. Realizó un infructuoso asalto a Sultepec en compañía de los religiosos Fabrián Rodríguez e Ignacio Saavedra, siendo repelido por el realista Santiago Mora. No obstante, en 1813 fue comandante interino de este distrito. 

## Captura y fusilamiento de su padre
El 9 de abril de 1817, su padre, Nicolás Izquierdo, fue capturado por el teniente Manuel de la Concha en Coatepec de las Harinas. Fue acusado de mantener correspondencia con los insurgentes y de suministrarles armas, por tal motivo fue sentenciado a muerte. Al igual que en el caso de Nicolás Bravo, o semejante al de Julián Villagrán, los realistas le ofrecieron perdonar la vida de su padre a cambio de su rendición. José Manuel Izquierdo se negó a rendirse, cinco días más tarde su padre fue pasado por las armas. Cuando el virrey Juan Ruiz de Apodaca fue enterado de este hecho, no perdió oportunidad de tildar al sacerdote de ingrato, desnaturalizado, prostituido y perverso. En mayo de 1817, Izquierdo atacó la plaza donde había sido capturado su padre, pero fue rechazado por Hilario García de Tejeda. Días más tarde, estuvo a punto de ser capturado en Cutzamala por Isidro Marrón.

## Junta de Jaujilla
La Junta de Jaujilla lo nombró comandante general de Sultepec. En marzo de 1818, el virrey Apodaca ordenó a las tropas realistas de Temascaltepec iniciar una persecución en contra del sacerdote hasta acabar con él. Debido al constante asedio, Izquierdo tuvo que replegarse a la provincia de Michoacán, logrando derrotar a sus perseguidores varias veces. Regresó nuevamente al área de Sultepec, en junio de 1819 pudo vencer a los realistas en dos ocasiones. Se estableció en el cerro fortificado de la Goleta con Pedro Ascencio, en el mes de septiembre combatió al lado de Vicente Guerrero en Zacualpan.

## Indulto y adhesión al Plan de Iguala
El virrey Apodaca cambió de estrategia, el 9 de agosto de 1819 ordenó al coronel Juan Ráfols persuadir a José Manuel Izquierdo, Pedro Ascencio y Pablo Campos ofreciéndoles tierras realengas y dinero para que se acogieran al indulto. Ráfols contactó al padre Izquierdo con la ayuda del cura de Tejupilco, Francisco Cornelio Domínguez, quien era amigo de Izquierdo. Tras varios meses de negociación, el padre aceptó el indulto, pero no por las ofertas del virrey sino por el restablecimiento de la Constitución de Cádiz.
Cuando Vicente Guerrero se enteró de las intenciones del padre Izquierdo, intentó detenerlo, aunque logró desbandar a buena parte de su tropa y quitarle las armas en Palos Verdes, el sacerdote logró escapar en compañía de dos brigadieres, ocho coroneles y ciento veinte hombres de su tropa. Izquierdo se presentó ante el comandante realista Juan Madrazo, en cuya presencia juró obediencia a la Constitución de Cádiz. El virrey Apodaca le otorgó el grado de teniente coronel y lo asignó a la milicia de Temascaltepec. Sin embargo, el padre Izquierdo no dudó en unirse casi de inmediato al Plan de Iguala, proclamado por Agustín de Iturbide, liderando un grupo de doscientos hombres. En junio de 1821, en compañía de Vicente Filisola mantuvo un combate contra el realista Ángel Díaz del Castillo en la hacienda de la Huerta, muy cerca de la ciudad de Toluca. 
Fue nombrado comandante militar del Ejército Trigarante en el distrito de Temascaltepec, aunque el coronel Ráfols intentó convencerlo para mantenerlo en el bando virreinal, en esta ocasión Izquierdo prefirió unirse a la causa independentista nuevamente. Radicó en la Ciudad de México hasta 1825, volvió a su pueblo natal en donde falleció en 1833.